# Istruzione nel Regno Unito
L'istruzione nel Regno Unito è regolata dal National Curriculum per quanto riguarda l'Inghilterra, il Galles e l'Irlanda del Nord. Invece l'istruzione in Scozia ha un proprio regolamento.
In tutto il Regno Unito l'obbligo scolastico dura dai 5 ai 18 anni.
Il sistema di istruzione presenta due possibili strutture: una struttura a due cicli con la scuola primaria fino a 11 anni e la scuola secondaria dagli 11 ai 18; una struttura a tre cicli che comprende una scuola media dagli 8 ai 12 anni di età.
I singoli istituti possono prevedere requisiti per l'ammissione: numero massimo di allievi, procedura di iscrizione e per la gestione del surplus di domande, dando priorità ai bambini che abitano più vicino alla scuola o che hanno fratelli o sorelle che già frequentano la scuola.

Alcune scuole, in particolare i ginnasi, possono selezionare gli iscritti in base al superamento di un test all'età di 11 o 12 anni, o ad attitudini particolari.

A partire dall'età di 11 anni (livelli 2 e 3), è previsto l'insegnamento obbligatorio di una lingua straniera moderna come materia del Curriculum Nazionale.
Al termine dell'istruzione primaria (livello 2) non sono previsti esami.
Al termine del livello 4, all'età di 16 anni, gli allievi devono superare l'esame di diploma di scuola secondaria (GCSE) che riporta in lettera i voti (da A a F) per ogni materia, oppure la qualificazione professionale nazionale generale (GNVQ).
I corsi universitari durano tre anni e portano al Bachelor of Arts (Bs) oppure al Bachelor of Science (BSC). Seguono il Master, che dura da uno ai due anni, e il dottorato di durata triennale con la dissertazione di una tesi finale.

## National Curriculum
Qui ci sono le materie di studio dei vari bienni chiamati Key Stage.

### Key Stage 1 e 2
Corrispondente alla scuola primaria italiana:
- Inglese
- Matematica
- Scienze
- Informatica
- Tecnologia e design
- Storia
- Geografia
- Arte e design
- Musica
- Educazione fisica
- Religione

### Key Stage 3 e 4
Corrispondente alla scuola secondaria di primo grado più i primi due anni della scuola superiore di secondo grado italiana:
- Inglese
- Matematica
- Scienze
- Informatica
- Tecnologia e design (facoltativa nel Key Stage 4)
- Storia
- Geografia
- Lingua straniera moderna (facoltativa nel Key Stage 4)
- Arte e design (facoltativa nel Key Stage 4)
- Musica
- Educazione fisica
- Educazione civica
- Educazione sessuale
- Educazione professionale
- Religione
- Gallese (solo per il Galles)
- Scienze sociali (facoltativa nel Key Stage 4)

## Istruzione in Scozia
Questa tabella illustra il sistema della numerazione degli anni di studio in Scozia.
| Scozia            | Età all'inizio dell'anno scolastico | Età alla fine dell'anno scolastico | Inghilterra e Galles | Irlanda del Nord          |
| ----------------- | ----------------------------------- | ---------------------------------- | -------------------- | ------------------------- |
| Primaria 1        | 4 - 5                               | 5 - 6                              | Anno R/1             | P2                        |
| Primaria 2        | 5 - 6                               | 6 - 7                              | Anno 1/2             | P3                        |
| Primaria 3        | 6 - 7                               | 7 - 8                              | Anno 2/3             | P4                        |
| Primaria 4        | 7 - 8                               | 8 - 9                              | Anno 3/4             | P5                        |
| Primaria 5        | 8 - 9                               | 9 - 10                             | Anno 4/5             | P6                        |
| Primaria 6        | 9 - 10                              | 10-11                              | Anno 5/6             | P7                        |
| Primaria 7        | 10 - 11                             | 11-12                              | Anno 6/7             | Anno 8 (Primo anno)       |
| S1 (Primo anno)   | 11 - 12                             | 12-13                              | Anno 7/8             | Anno 9 (Secondo anno)     |
| S2 (Secondo anno) | 12 - 13                             | 13 - 14                            | Anno 8/9             | Anno 10 (Terzo anno)      |
| S3 (Terzo anno)   | 13 - 14                             | 14 - 15                            | Anno 10              | Anno 11 (Quarto anno)     |
| S4 (Quarto anno)  | 14 - 15                             | 15 - 16                            | Anno 11              | Anno 12 (Quinto anno)     |
| S5 (Quinto anno)  | 15 - 16                             | 16 - 17                            | Anno 12              | Anno 13 (Sesto inferiore) |
| S6 (Sesto anno)   | 16 - 17                             | 17 - 18                            | Anno 13              | Anno 14 (Sesto superiore) |